# Ludwig Merz (Geograph)
Ludwig Merz (* 31. März 1817 in Benediktbeuern; † 16. März 1858 in München) war ein deutscher Optiker, Geograph und Publizist. Er engagierte sich für die Lösung der sozialen Frage.

## Leben
Merz wurde im Kloster Benediktbeuern geboren, wo sein Vater Georg Merz für Joseph von Utzschneider tätig war. Nachdem seine Mutter früh gestorben war, kam er zu Verwandten nach Dachau. Er absolvierte die Lateinschule in Freising und 1835 das (heutige) Wilhelmsgymnasium München. Das sich anschließende Studium an der Universität München schloss er 1842 mit der Promotion zum Dr. phil. mit der Dissertation Ueber die Analogie von Licht und Wärme ab. Im selben Jahr erfolgte seine Habilitation an der Philosophischen Fakultät. Fortan lehrte er als Privatdozent physikalische Geographie, Geschichte der Entdeckungsreisen und allgemeinen Erdkunde. Später erhielt er eine Professorenstelle.
Merz wurde 1847 im Rahmen der Affäre um Lola Montez aus dem Lehramt an der Universität entlassen. Er trat in das Mechanisch-optische Institut seines Vaters ein. Neben seiner Tätigkeit im Institut, unter anderem auch in der Glashütte Benediktbeuern, seiner wissenschaftlichen Tätigkeit und seiner Reisetätigkeit in Europa engagierte er sich vielfältig für die sozialen Belange seiner Zeit. Er war im Ludwigs-Missionsverein, 1846 war er Mitgründer der Vinzentius-Vereine. Als ständiger Sekretär des Gesamtvereins war er unter anderem am Aufbau von Arbeiterwohnungen, einer Armenhilfe und Bildungsmöglichkeiten für Waisen- und Armenkinder beteiligt. Mit Guido Görres gründete er den Verein für konstitutionelle Monarchie und religiöse Freiheit, durch den er regelmäßig als Redner auftrat. Darüber hinaus publizierte er regelmäßig in der Augsburger Postzeitung, in der Volkshalle sowie im Deutschland. Er soll über tausend Artikel zu den Periodika beigetragen haben.
Von Beginn an war Merz an der Generalversammlung der Katholischen Vereine Deutschlands beteiligt. Eigene Vorschläge brachte er 1849 in Regensburg, 1850 in Linz, 1851 in Mainz, 1853 in Wien sowie 1857 in Salzburg ein. Er plante überdies die Errichtung einer neuen katholischen Universität. Durch König Maximilian II. Joseph von Bayern wurde er in das Ordenskapitel des neugegründeten Johannesvereins berufen. Auch war er an der Gründung des ersten Gesellenhauses in München beteiligt. Ihm wurde der Beiname Bayerischer Kolping gegeben.
Merz verstarb im Alter von 40 Jahren an Typhus. Noch in der letzten Zeit vor seinem Tod war er mit dem Ausbau des Instituts beschäftigt. Merz wurde auf dem Alten Südfriedhof beigesetzt.

## Werke (Auswahl)
- Über die Analogie von Licht und Wärme, München 1842.
- De theoria probabilitatis adhibita in physicam, München 1842.
- Die neueren Verbesserungen am Microscope: nebst den sie begleitenden Aenderungen in der Dioptrik, Palm, München 1843.
- Optik, besonders für Augenärzte, Cotta, Stuttgart 1845.
- Allgemeine Erdkunde als Einleitung zur Länder-, Völker- und Staaten-Kunde, Schmid, Augsburg 1846.
- Bayerns errungene Freiheiten und der Ultramontanismus, Kaiser, München 1848.
- Blick auf unser gesammtes Schulwesen, Manz, Regensburg 1850.
- Über die Linderung des herrschenden Nothstandes, Manz, Regensburg 1850.